# Prosoplus decussatus
Prosoplus decussatus là một loài bọ cánh cứng trong họ Cerambycidae.